# (2788) Andenne
(2788) Andenne es un asteroide que forma parte del cinturón de asteroides y fue descubierto por Henri Debehogne y Giovanni de Sanctis desde el Observatorio de La Silla, Chile, el 1 de marzo de 1981.

## Designación y nombre
Andenne fue designado inicialmente como 1981 EL.
Más tarde, en 1991, se nombró por la ciudad belga de Andenne.

## Características orbitales
Andenne orbita a una distancia media del Sol de 2,561 ua, pudiendo acercarse hasta 2,308 ua y alejarse hasta 2,814 ua. Tiene una inclinación orbital de 2,618 grados y una excentricidad de 0,09865. Emplea en completar una órbita alrededor del Sol 1497 días.

## Características físicas
La magnitud absoluta de Andenne es 13,1.